# Didelphinae
Los didelfinos (Didelphinae) son una subfamilia de marsupiales didelfimorfos de la familia Didelphidae que incluye 16 géneros con 87 especies actuales. Entre ellas se incluyen las especies más conocidas de zarigüeyas y el único marsupial que habita la Región Neártica.
La historia taxonómica de esta subfamilia es compleja. El clado se hace necesario al unificar las especies de didélfidos. Las que se clasificaban en la familia Caluromydae, con las que integraba Didelphidae formando respectivamente las actuales subfamilias Caluromyinae y Didelphinae.
Las relaciones filogenéticas entre los géneros Marmosa, Thylamys, Gracilinanus, Micoureus y Monodelphis siguen siendo motivo de controversia entre los distintos investigadores, y dentro de cada género, la relación de especies que lo forman sigue variando a medida que avanzan los estudios. Así nuevos géneros como Cryptonanus, Tlacuatzin o Chacodelphys están formados por especies que antes se clasificaban en otros géneros de la familia.
Una de las características que identifican a los machos de las especies de esta subfamilia es que tienen tres bulbos uretrales a diferencia de los de Caluromyinae, que tienen dos.

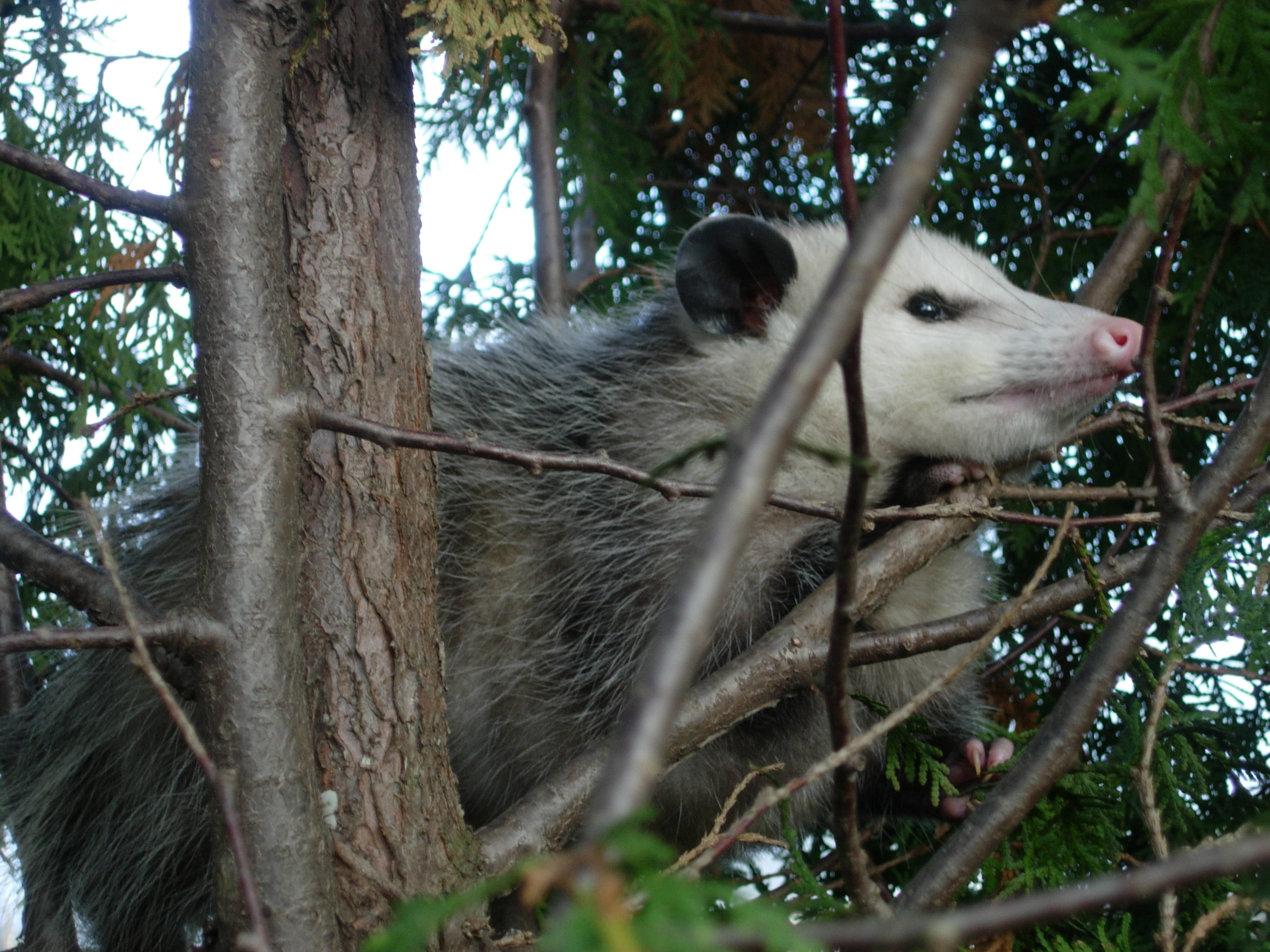
Didelphis virginiana. Ohio (EE. UU.).

## Taxonomía
- Subfamilia Didelphinae - (Gray, 1821) 
  - Género Andinodelphys - Marshall & de Muizon, 1988 (†)
  - Género Coona - Simpson, 1938 (†)
  - Género Incadelphys - Marshall & de Muizon, 1988 (†)
  - Género Itaboraidelphys - Marshall & de Muizon, 1984 (†)
  - Género Marmosopsis - Paula Couto, 1962 (†)
  - Género Mizquedelphys - Marshall & de Muizon, 1988 (†)
  - Género Pucadelphys - Marshall & de Muizon, 1988 (†)
- Tribu Didelphini - (Gray, 1821)
  - Género Chironectes - Illiger, 1811 - Yapok
  - Género Didelphis - Linnaeus, 1758 - Zarigüeyas mayores
  - Género Hyperdidelphys - Ameghino, 1904 (†)
  - Género Lutreolina - Thomas, 1910 - Zarigüeya coligruesa
  - Género Philander - Brisson, 1762 - Filandros grises y negro
  - Género Thylophorops - Reig, 1952 (†)
- Tribu Metachirini - Reig et al., 1985
  - Género Metachirus - (Burmeister, 1854) - Filandro pardo
- Tribu Monodelphini - (Talice et al., 1960)
  - Subtribu Monodelphina - (Talice et al., 1960)
    - Género Chacodelphys - Voss et al, 2004 - Marmosa pigmea de El Chaco
    - Género Cryptonanus - Voss et al, 2005 - Marmosas gráciles
    - Género Gracilinanus - Gardner & Creighton, 1989 - Marmosas gráciles
    - Género Hyladelphys - Voss et al., 2001 - Marmosa de Kalinowski
    - Género Lestodelphys - Tate, 1934 - Zarigüeya patagónica
    - Género Marmosa - Gray, 1821 - Marmosas
    - Género Marmosops - Matschie, 1916 - Marmosas esbeltas
    - Género Micoureus - Lesson, 1842 - Marmosas lanudas
    - Género Monodelphis - Burnett, 1829[1830] - Colicortos
    - Género Thylamys - Gray, 1843 - Marmosas coligruesas
    - Género Thylatheridium - Reig, 1952 (†)
    - Género Tlacuatzin - Voss y Jansa, 2003 - Marmosa canosa

  - Subtribu Zygolestina - (Marshall in Archer, ed., 1987) (†)
    - Género Zygolestes - Ameghino, 1898 (†)